# Hammadider

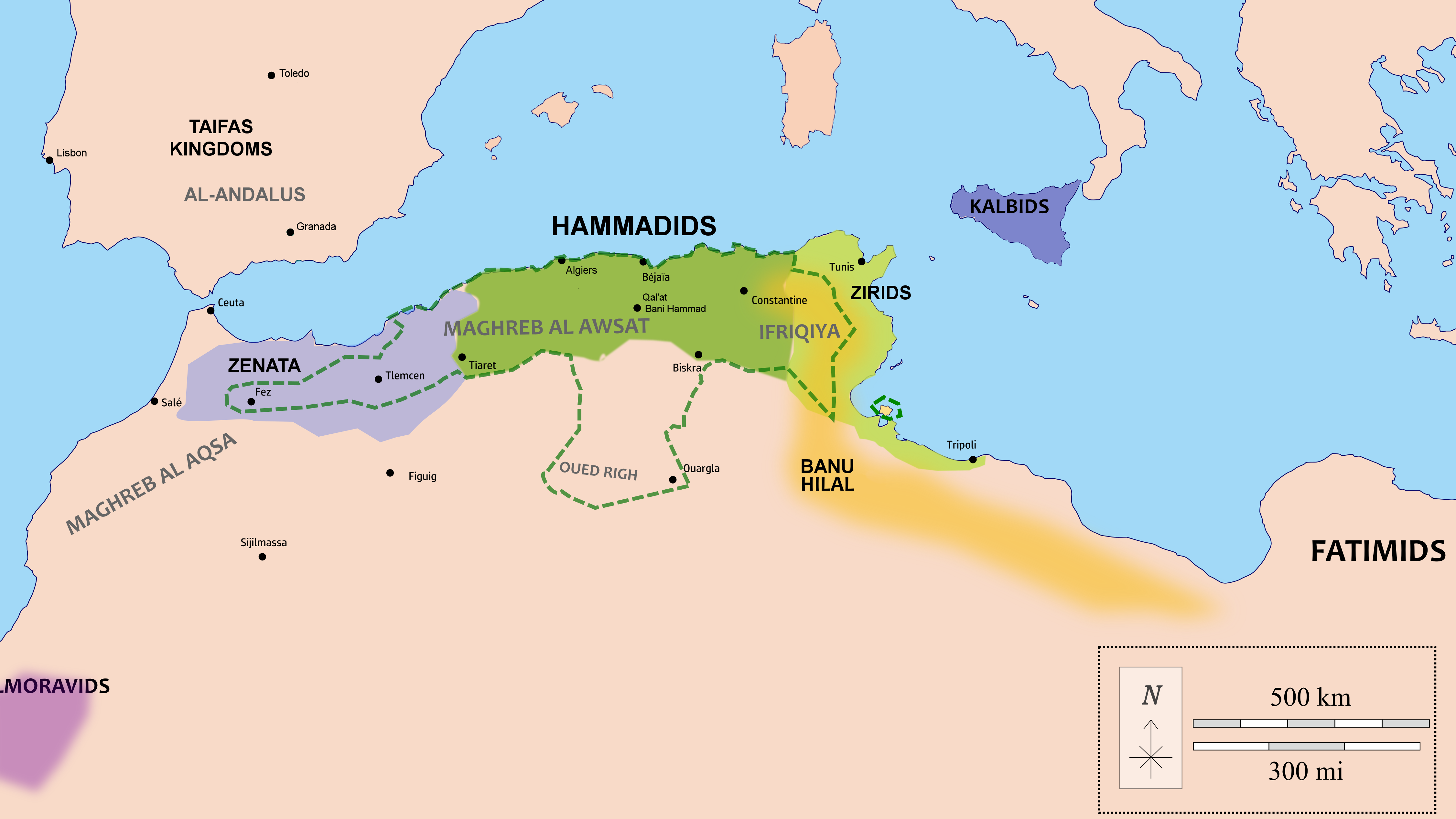
Hammadiderna, 1050.

Hammadiderna (arabiska: حماديون) var en gren av den berbiska ziriddynastin som mellan 1014 och 1152 regerade i ett område i Nordafrika som ungefär motsvarar dagens Algeriet.

## Historik
När hammadiderna kom till makten förkastade de den ismailitiska doktrinen som förkunnades av fatimiderna och istället återupptog den malikitiska grenen av sunniislam som förkunnade abbasiderna som de rättmätiga kaliferna. Deras ställning försvagades av den invaderande arabiska beduinstammen Banu Hilal och de störtades slutligen av almohaderna.
Hammadidernas huvudstad var Qalaat Beni Hammad innan den 1090 flyttades till Bejaïa.

## Hammadidiska härskare
- Hammad ibn Buluggin, 1008-1028
- al-Qaid ibn Hammad, 1028-1045
- Muhsin ibn Qaid, 1045-1046
- Buluggin ibn Muhammad ibn Hammad, 1046-1062
- an-Nasir ibn Alnas ibn Hammad, 1062-1088
- al-Mansur ibn Nasir, 1088-1105
- Badis ibn Mansur, 1105
- Abd al-Aziz ibn Mansur, 1105-1121
- Yahya ibn Abd al-Aziz, 1121-1152